# Trofeo Oro in Euro
Le Trofeo Oro in Euro est une course cycliste féminine italienne. Créée en 2022, elle fait partie du calendrier en catégorie 1.2.

## Palmarès
| Année | Vainqueur            | Deuxième          | Troisième           |                  |
| ----- | -------------------- | ----------------- | ------------------- | ---------------- |
| 2017  | Arlenis Sierra       | Marta Bastianelli | Giorgia Bronzini    |                  |
| 2018  | Marta Bastianelli    | Ilaria Sanguineti | Chiara Consonni     |                  |
| 2019  | Laura Tomasi         | Ilaria Sanguineti | Silvia Magri        |                  |
| 2020  | annulé/abandonné     | annulé/abandonné  | annulé/abandonné    | annulé/abandonné |
| 2021  | Rachele Barbieri     | Vittoria Guazzini | Laura Tomasi        |                  |
| 2022  | Sofia Bertizzolo     | Marta Lach        | Silvia Zanardi      |                  |
| 2023  | Gaia Realini         | Amanda Spratt     | Martina Alzini      |                  |
| 2024  | Elisa Longo Borghini | Karlijn Swinkels  | Ruth Edwards        |                  |
| 2025  | Karlijn Swinkels     | Puck Pieterse     | Dominika Włodarczyk |                  |